# Paranerius fibulatus
Paranerius fibulatus är en tvåvingeart som beskrevs av Günther Enderlein 1922. Paranerius fibulatus ingår i släktet Paranerius och familjen Neriidae. Inga underarter finns listade i Catalogue of Life.